# Joseph Tucker
Joseph Tucker (* 21. August 1832 in Lenox, Berkshire County, Massachusetts; † 28. November 1907 in Pittsfield, Massachusetts) war ein US-amerikanischer Politiker. Zwischen 1869 und 1873 war er Vizegouverneur des Bundesstaates Massachusetts.
Über Joseph Tucker gibt es kaum verwertbare Quellen. Seine Lebensdaten sind aber gesichert. Er wurde 1832 in Lenox geboren und starb 1907 in Pittsfield. Er war Richter und Mitglied des Massachusetts General Court. Politisch gehörte er der Republikanischen Partei an. 1868 wurde er an der Seite von William Claflin zum Vizegouverneur von Massachusetts gewählt. Dieses Amt bekleidete er zwischen 1869 und 1873. Dabei war er Stellvertreter des Gouverneurs. Seit 1872 diente er unter Nathaniel Prentiss Banks.